# Helvétie (bateau)
Pour les articles homonymes, voir Helvétie.
L’Helvétie II est un bateau de la Compagnie générale de navigation sur le lac Léman (CGN). C'est un bateau à roues à aubes, classé monument historique.

## Historique
L' Helvétie a été construite en 1926 par Sulzer Frères, Winterthour, pour la CGN. C'est le deuxième bateau de ce nom sur le Léman, la première Helvétie a vogué de 1841 à 1918. C'est le troisième de la série des grands bateaux de la CGN, après La Suisse (1910) et le Simplon (1920).
Ce bateau est pourvu d'une machine à vapeur à 3 cylindres, d'une puissance de 1 400 ch. Deux nouveautés technologiques sont réalisées pour la première fois sur un bateau du Léman : les 3 cylindres à flux continu assurent un meilleur équilibre des forces que les systèmes à 2 cylindres, et la distribution centralisée réduit le nombre de pièces articulées. 
La CGN lance en 1973 une campagne de soutien pour trouver les fonds nécessaires à la rénovation de l’Helvétie, qui serait alors le plus grand bateau des lacs suisses. Un devis s'établit à 2 millions de CHF. La coque et les superstructures viennent alors d'être rénovées (pour 750 000 CHF).
En 1975-1977, l’Helvétie a été rénovée et ses machines à vapeur ont été remplacées par des moteurs diesel-électriques, l'installation électrique passe au 220 volts (auparavant 65 volts), et une nouvelle commande électro-hydraulique du gouvernail est installée. Les nouvelles machines sont rachetées à la société Donau-Dampfschifffahrt, elles viennent d'un remorqueur à roues : le Goliath. Une partie des 24 tonnes de la machinerie à vapeur de l’Helvétie a été rachetée par la ville de Nyon au prix de la ferraille, et figure depuis lors au Musée du Léman.
Le bateau est remis en service pour la Fête des vignerons de 1977. Malheureusement il ne remplit pas ses promesses : retards, pannes et incidents dus semble-t-il à la vétusté des machines diesel-électrique. Il navigue peu  et est finalement mis hors service en mai 2002.
En 2011, il est classé monument historique par le canton de Vaud.
Amarré au quai d'Ouchy, l’Helvétie devient « Musée olympique éphémère 2012-2013 »